# 주그리스 대한민국 대사관
주 그리스 대한민국 대사관은 1973년 그리스 아테네에 개설된 대한민국 외교부 소속의 대사관이다.

## 역대 공관장
| 대수        | 성명           | 임명             |
| ----------- | -------------- | ---------------- |
| 제1대 대사  | 채명신(蔡命新) | 1973년 8월 21일  |
| 제2대 대사  | 한유동(韓有東) | 1976년 6월 16일  |
| 제3대 대사  | 정순근(鄭淳根) | 1981년 2월 26일  |
| 제4대 대사  | 심장섭(沈璋燮) | 1983년 4월 12일  |
| 제5대 대사  | 심기철(沈基哲) | 1987년 2월 3일   |
| 제6대 대사  | 박남균(朴南均) | 1990년 5월 23일  |
| 제7대 대사  | 이승환(李升煥) | 1992년 6월 1일   |
| 제8대 대사  | 송학원(宋學源) | 1995년 4월 12일  |
| 제9대 대사  | 소병용(蘇秉用) | 1997년 11월 12일 |
| 제10대 대사 | 박창일(朴昌一) | 1999년 5월 18일  |
| 제11대 대사 | 한태규(韓泰奎) | 2001년 10월 8일  |
| 제12대 대사 | 정해문(鄭海文) | 2004년 4월 10일  |
| 제13대 대사 | 배영한(裵永漢) | 2007년 1월 17일  |
| 제14대 대사 | 장태신(張泰信) | 2009년 7월 8일   |
| 제15대 대사 | 신길수(申吉壽) | 2012년 6월 27일  |
| 제16대 대사 | 안영집(安泳集) | 2015년 10월 19일 |
| 제17대 대사 | 임수석(任洙奭) | 2018년 6월 4일   |
| 제18대 대사 | 이정일         | 2021년 6월 15일  |
| 제19대 대사 | 임주성         | 2024년 7월 3일   |

## 같이 보기
- 그리스-대한민국 관계
- 주한 그리스 대사관
- 대한민국의 재외공관 목록
- 그리스 주재 외국공관 목록